# Saison 2 de The Fall
Chronologie
Saison 1 Saison 3
Cet article présente le guide des épisodes de la deuxième saison de la série télévisée britannique The Fall.

## Diffusion
- Irlande : Diffusion du 9 novembre 2014 au 17 décembre 2014 sur RTÉ One.
- Royaume-Uni : Diffusion du 13 novembre 2014 au 17 décembre 2014 sur BBC Two.
- France : Diffusion du 13 février 2015 au 27 février 2015 sur 13e rue puis rediffusion du 4 février 2016 au 18 février 2016 sur NRJ 12.

## Distribution

### Acteurs principaux
- Gillian Anderson (VF : Caroline Beaune) : Stella Gibson, superintendant de la Metropolitan Police Service
- Jamie Dornan (VF : Axel Kiener) : Paul Spector
- John Lynch (VF : Bernard Gabay) : Jim Burns, assistant du chef de police
- Bronagh Waugh (VF : Sylvie Jacob) : Sally-Ann Spector
- Niamh McGrady (en) (VF : Adeline Moreau) : Danielle Ferrington, agent de police
- Aisling Franciosi (VF : Joséphine Ropion) : Katie Benedetto
- Archie Panjabi (VF : Karine Texier) : Tanya Reed Smith, pathologiste
- Emmett Scanlan (en) (VF : Fabien Jacquelin) : Glen Martin, inspecteur de police
- Stuart Graham (en) (VF : Nicolas Marié) : Matthew Eastwood, inspecteur-chef
- Karen Hassan (en) (VF : Edwige Lemoine) : Annie Brawley
- Bronágh Taggart (en) : Gail McNally
- Nick Lee (en) (VF : Mathias Kozlowski) : Ned Callan
- Valene Kane (VF : Julie Dumas) : Rose Stagg
- Brian Milligan (VF : Fabrice Lelyon) : James Tyler
- Séainín Brennan (VF : Stéphanie Lafforgue) : Liz Tyler
- Jonjo O'Neill (en) : Tom Stagg
- Kelly Gough (en) : Hagstrom
- Colin Morgan (VF : Adrien Larmande) : Tom Anderson, sergent détective
- Sean McGinley (en) : Peter Jensen

### Acteurs récurrents et invités
- Ben Peel (VF : Boris Rehlinger)  : James Olson, sergent de police
- Ian McElhinney (VF : Michel Voletti)  : Morgan Monroe
- Aoibhín Garrihy : Lyndsey Conklin

## Épisodes

### Épisode 1:Le Droit Chemin
- Irlande : 9 novembre 2014 sur RTÉ One
- France :
- 13 février 2015 sur 13ème rue
- 4 février 2016 sur NRJ12

- Royaume-Uni : 3,54 millions de téléspectateurs[1]
- France : 378 000 téléspectateurs[2](deuxième diffusion)

### Épisode 2:Il s'appelait Peter
- Irlande : 16 novembre 2014 sur RTÉ One
- France :
- 13 février 2015 sur 13ème rue
- 11 février 2016 sur NRJ12

- Royaume-Uni : 3,11 millions de téléspectateurs[1]
- France : 544 000 téléspectateurs[3](deuxième diffusion)

### Épisode 3:Toujours plus sombre
- Irlande : 23 novembre 2014 sur RTÉ One
- France :
- 20 février 2015 sur 13ème rue
- 11 février 2016 sur NRJ12

- Royaume-Uni : 3,01 millions de téléspectateurs[1]
- France : 466 000 téléspectateurs[3](deuxième diffusion)

### Épisode 4:Intrusion
- Irlande : 30 novembre 2014 sur RTÉ One
- France :
- 20 février 2015 sur 13ème rue
- 11 février 2016 sur NRJ12

- Royaume-Uni : 3,26 millions de téléspectateurs[1]
- France : 362 000 téléspectateurs[3](deuxième diffusion)

### Épisode 5:La Chute
- Irlande : 7 décembre 2014 sur RTÉ One
- France :
- 27 février 2015 sur 13ème rue
- 18 février 2016 sur NRJ12

- Royaume-Uni : 3,15 millions de téléspectateurs[1]
- France : 576 000 téléspectateurs[4](deuxième diffusion)

### Épisode 6:L'Affrontement
- Irlande : 17 décembre 2014 sur RTÉ One
- France :
- 27 février 2015 sur 13ème rue
- 18 février 2016 sur NRJ12

- Royaume-Uni : 3,60 millions de téléspectateurs[1]
- France : 631 000 téléspectateurs[4](deuxième diffusion)